# Shima Spain Village
Shima Spain Village és un parc d'atraccions del Japó inaugurat el 22 d'abril de 1994 i dedicat a Espanya. Està situat a la província de Shima, al sud-est de la Prefectura de Mie.

## Descripció
Ocupa un espai de 34 hectàrees amb 28 atraccions, 23 restaurants i cafeteries i 19 comerços.
Hi ha reproduccions d'elements considerats espanyols com la Font de Cibeles de Madrid, El Quixot o el Park Güell de Barcelona. En diversos elements s'utilitzen termes relacionats per anomenat espais o atraccions com Plaça Colón, Pirineus, Gran Montserrat o Gaudí.
Gran Montserrat és una muntanya russa d'acer, situada al parc d'atraccions Shima Spain Village (志摩スペイン村), a la ciutat japonesa de Shima. Va ser inaugurada l'any 1994. Aquesta atracció també té la seva versió aquàtica anomenada "Splash Montserrat"

## Història
A principis de la dècada del 2010 rebia 1,5 milions de visitants l'any. El 2013 oferia contractes de 18.000 euros nets a espanyols que sabessin ballar flamenc, malabaristes, artistes, cambrers i dependents.